# Poder Judiciário de Espanha

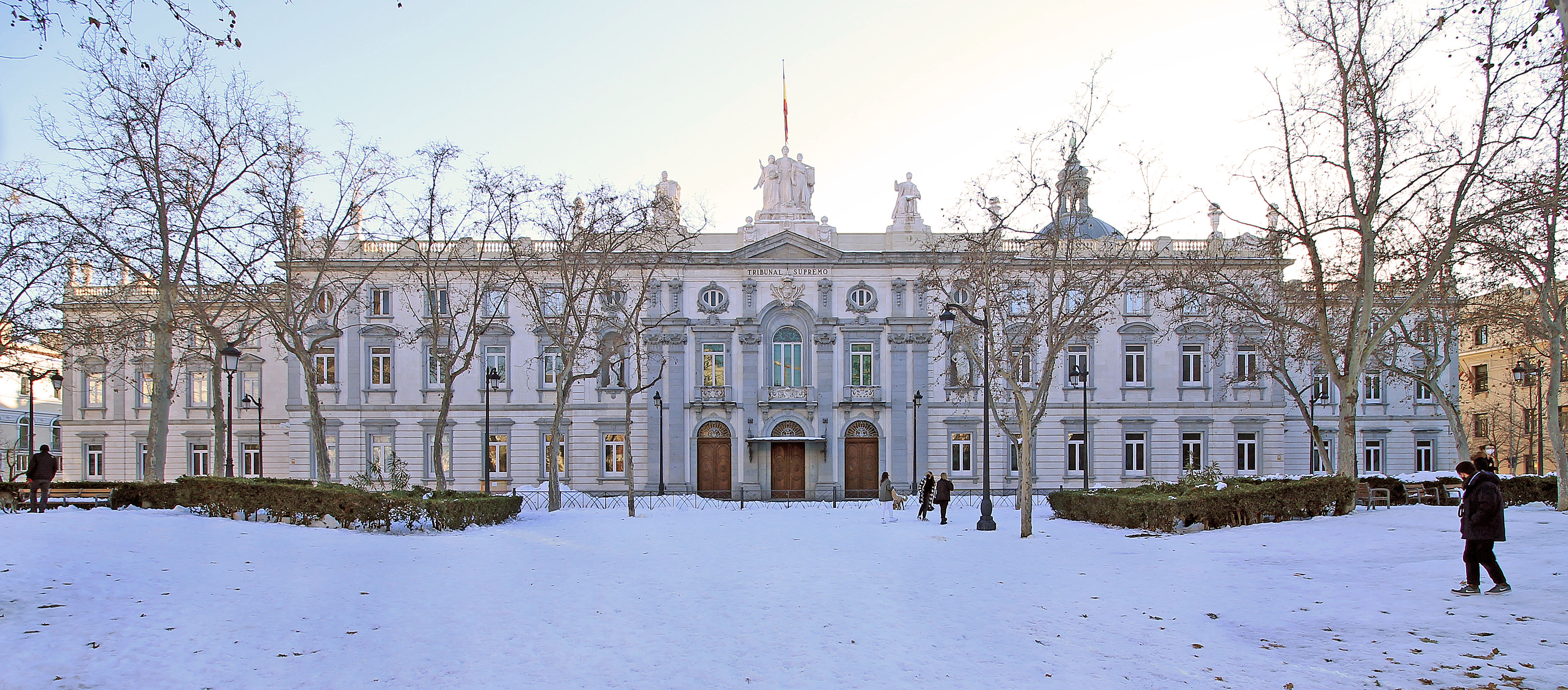
Sede do Supremo Tribunal de Espanha, em Madrid.

O Poder Judiciário de Espanha é o conjunto de Julgados e Tribunais, integrado por Juízes e Magistrados, que têm a potestade de administrar justiça em nome do Rei. O órgão jurisdicional superior em todos os ordens é o Tribunal Supremo, depois estão a Audiência Nacional, os Tribunais Superiores de Justiça e as Audiências Provinciais. O Tribunal Constitucional é um órgão constitucional e o intérprete supremo da Constituição.
Corresponde-os em exclusiva o exercício da potestade jurisdiccional, julgando e fazendo executar o julgado. Em exercício desta potestade, os Julgados e Tribunais conhecem e decidem todos os processos contenciosos dos ordens civil, penais, contencioso-administrativo, social e militar. O conhecimento e decisão de ditos processos consiste na tramitação e pronunciamento sobre o fundo do assunto que os proponham as partes, sejam estas autoridades ou particulares.
Também, nos casos que a lei assim o permite, os Julgados e Tribunais se encarreguem do conhecimento e decisão de assuntos que não suscitam contenda entre partes, nos denominados processos de jurisdição voluntária. Estes são principalmente os protocolos de testamentos (escritos pelo testador de própria mão) e outras actas civis que requerem intervenção judicial. Assim mesmo, Juízes de Primeira Instância e, se necessário, os Julgados de Paz, têm ao seu cargo os Registros do Estado Civil, sendo responsáveis da custódia e manutenção dos livros que registam o nascimento, estado civil, os factos que afectem à capacidade de trabalhar e a morte das pessoas.[carece de fontes?]